# Kerekes György (szerkesztő)
Kerekes György (Lupény, 1933. január 25. – Dunakeszi, 2024. október 3.) erdélyi magyar műfordító és szerkesztő. Munkásságát Kolozsvár Büszkesége oklevéllel és plakett-tel is elismerték.

## Életútja
Középiskolai tanulmányait Zilahon végezte (1951), majd a Bolyai Tudományegyetemen román nyelv- és irodalomtanári képesítést szerzett (1955). 1969-ig az Irodalmi Könyvkiadó kolozsvári szerkesztőségében dolgozott, 1970-től ugyancsak Kolozsvárt a Dacia Könyvkiadó magyar–német osztályának felelős szerkesztője, illetve főszerkesztője.

## Munkássága
Első önálló munkája 1957-ben Eugen Barbu A labda kerek című elbeszéléskötetének fordítása volt az Ifjúsági Könyvkiadónál. Önálló kötetekben és gyűjteményekben megjelent román klasszikus és kortárs prózafordításokon kívül gyakran közölt román irodalmi vonatkozású cikkeket, könyvkritikákat, főleg az Utunk hasábjain, az Igaz Szóba pedig több éven át havi román irodalmi szemlecikkeket is írt.
Műfordítói munkásságát megbízható nyelvismeret, a befogadó nyelvben való érzékenység jellemzi. Az Ifjúsági Könyvkiadónál, illetve a Ion Creangă Kiadónál megjelent ifjúsági fordításkötetei (Eugen Barbu, Ioachim Botez, Petre Ispirescu, Aurel Mihale, Theodor Constantin, I. L. Caragiale, Hristu Cîndroveanu) mellett ugyancsak önálló kötetekben tolmácsolta Anton Bacalbașa, George Călinescu, Șerban Cioculescu, Liviu Rebreanu, George Brăescu elbeszéléseit, regényeit, tanulmányait. Román népmese- és román klasszikus fordításai jelentek meg az Aranyhajú testvérek (1964), Az okos fiúcska (1967) és A román irodalom kis tükre (1964–67) c. kötetekben; Mihail Kogălniceanu A parasztság sorsának enyhítéséért (1975) című kötetének nemcsak fordítója, hanem szerkesztője is.
Szerkesztésében jelentek meg a Tanulók Könyvtára sorozatban I. L. Caragiale novellái (1960) és színművei (1961), önállóan Tudor Vianu tanulmányai (1968), válogatásában, fordításában és utószavával Petre Ispirescu meséi (1961). Rövidített kiadásban az ő átdolgozásában jelentette meg a Dacia Karl May indiánregényét, a Winnetout (1977).
Az 1990-es évek első felében részlegvezető-szerkesztő volt a most már részvénytársasággá vált Dacia Könyvkiadónál. Próbálták közreadni azokat a köteteket, amelyeket korábban nem lehetett kiadni a cenzúra miatt. Az 1989-es fordulat után már nem a cenzúra, hanem a pénzhiány miatt került nehéz helyzetbe a romániai magyar könyvkiadás. Kerekes György 1996-ban vonult nyugalomba, de nyugdíjas évei alatt sem maradt tétlen, 1998-ban összeállította a Kolozsvári útitárs című, gazdagon illusztrált könyvet.
Az 1990-es évek második felében és a 2000-es évek elején a kolozsvári Ábel Kiadó megbízásából több általános iskolai és középiskolai történelem-, földrajz-. illetve művészetinevelési-tankönyvet fordított. 2002-ben a budapesti General Press Kiadó Ispirescu-mesefordításaiból jelentetett meg rangos kiadványt A hegyek tündére címmel, Szegedi Katalin rajzaival, amely a 2003-as Ünnepi Könyvhét alkalmával Szép Magyar Könyvek d1jban részesült. 2008-ban a Teleki László Alapítvány adta ki magyarul Daniela Marcu Istrate nagyszabású régészeti munkáját A gyulafehérvári római katolikus székesegyház régészeti kutatása (2000—2002) címmel, amelynek, két rövid fejezet kivételével, szintén ő készítette el a fordítását. E munka járulékaként ő fordította a gyulafehérvári ásatások eredményeit összegző, Budapesten, a Történelmi Múzeumban, Erdély ezeréves püspöksége címmel 2010-ben megrendezett régészeti kiállítás ugyancsak Daniela Marcu Istrate által összeállított és a Teleki László Alapítvány gondozásában megjelent, kisebb könyv terjedelmű útmutatójának magyar szövegeit. A 2004--2005-ös évadban a budapesti Vígszínház az ő fordításának a felhasználásával állította színpadra Ion Luca Caragiale Zűrzavaros éjszaka című vígjátékát.
Az 1995–2022 közötti időszakban az Erdélyi Múzeum-Egyesület Erdélyi Múzeum című folyóirata szerkesztőségének tagja (szerkesztőségi titkár) és számos más kiadványának, többek között a Tudomány- és Technikatörténeti Füzetek sorozat olvasószerkesztője, illetve külső munkatársként a Korunk folyóiratban megjelent szövegeket korrigálta. „Kiemelkedő munkássága” elismeréséül 2015-ben az Egyesület Gróf Mikó Imre emléklappal és emlékéremmel jutalmazta, a Kolozsvár Társaság pedig a romániai magyar könyvkiadásban játszott több évtizedes szerepéért, illetve műfordítói tevékenységéért Kolozsvár Büszkesége oklevéllel és plakett-tel tüntette ki.